# Svenska sinnessjukvårdspersonalens förbund
Svenska sinnessjukvårdspersonalens förbund var ett svenskt fackförbund inom Landsorganisationen (LO) som bildades 1908 och då hade namnet Svenska hospitalspersonalens förbund. Det namnändrades 1931 till Svenska sinnessjukvårdspersonalens förbund och uppgick 1941 i Statens sjukhuspersonals förbund.

## Bakgrund
Personalen vid statens psykiatriska sjukhus började organisera sig först efter 1900 och första fackliga organisation Uppsala hospitals och asyls sjukbetjenteförening bildades 1904. Flera föreningar tillkom de följande åren och behovet av ett förbund uppstod.

## Historia
- 1908 bildades Svenska hospitalspersonalens förbund av åtta föreningar på en konferens i Lund.
- 1909 hade förbundet sex avdelningar med 313 medlemmar.
- 1916 bröt sig ekonomipersonalen (87 medlemmar) ut ur förbundet och bildade Svenska hospitalens ekonomipersonals förbund.
- 1917 gick några avdelningar över till det konkurrerande Svenska kommunalarbetareförbundet.
- 1918 lyckades man förbättra anställningsskyddet och tjänsterna blev nu jämförbara med andra inom statens avtalsområde.
- 1920 kom ytterligare en utbrytning då förste skötarna bildade Svenska hospitalens försteskötareförening. Samtidigt blev samarbetet bättre med Svenska hospitalens ekonomipersonals förbund.
- 1923 anslöts förbundet till Statstjänarnas centralorganisation.
- 1931 bytte man namn till Svenska sinnessjukvårdspersonalens förbund.
- 1933 överfördes avdelningar vid kommunala sjukhus till Svenska kommunalarbetareförbundet.
- 1937 gick man ur Statstjänarnas centralorganisation och anslöt istället förbundet till den nybildade Statstjänarkartellen.
- 1938 godkände staten förbundets förhandlings- och föreningsrätt.
- 1941 gick förbundet samman med Svenska hospitalens ekonomipersonals förbund och bildade Statens sjukhuspersonals förbund.